# الإيدز العربي
الإيدز العربي  كتاب للدكتور يوسف إدريس (1927 - 1991) صدر عام 1989 عن دار المستقبل العربي للنشر بالقاهرة في 137 صفحة. يحتوي الكتاب 33 مقالة حول الأحداث المصرية المعاصرة.

## محتوى الكتاب
كلمة، أيضًا، لا بدَّ منها - صباح الخير - اللون الأبيض - قرَّاء هذه الأيام - نحن نموت والعالم يغني - من وحي دمشق - نسمة مؤلفة - حكم المعارضة - البُعد الرائحي - الصمت - الكواليس - الخالق الأول والأخير - «لماذا» هي الإيمان، «كيف» هي العلم - أنا غير خائف على أنفسنا - حين انعدلت القضية - هذه المصر الأخرى - عيوني تترقرق فيها الدموع - الإيدز المصري - رجاؤنا أن تأخذ الأمر بيديك - أخبار وأخبار - وزارة المحافظة على البيئة - هذا البعد القريب - الفقر «الدكر» - كم تشبهنا ونشبهها - من الثالث إلى الأول يا قلب لا تحزن - كل سنة وأنتم واعون - الهلس السينمائي لم يعد يُجدي - أين جميع القتلة «بالنوايا»؟ - ظاهرة أحمد شفيق - ملخص لمحضر اجتماع اللجنة العلمية المكلَّفة بمناقشة الدكتور أحمد شفيق بشأن دواء الروماتويد - رد على يوسف إدريس - مجرد تعليق - مشروع وفاة توفيق الحكيم.

## مقتطفات من الكتاب
نحن نتحدث كثيرًا عن الديمقراطية، وعندنا في مصر تعددية حزبية ومع ذلك فقد وجدت في التجربة المغربية شيئًا جديدًا حقًّا، أن تحكم المعارضة بلدًا أو محافظة وأن تصبح المعارضة جزءًا من مؤسسة الدولة. لماذا لا يحدث هذا كثيرًا وقد رأيت بعيني التجربة ورأيتها ناجحة تمامًا؛ فالأعضاء متحمسون لعملهم ومدينتهم، كل ما في الأمر أن أفكارهم معارضة؛ أي ناقدة لبعض سياسات الدولة، ولماذا لا نسمح للمواطن أن يتناقض مع بعض سياسات الدولة، ولا نتهمه حينذاك، ولا نقبض عليه، وإنما نعطيه عملًا وطنيًّا ونرى ماذا سيفعله؟ أكاد أقول إني رأيت أحسن أعضاء لمجلس بلدي في العالم العربي، بل أؤكد أن أحدًا منهم لم يهتم بإظهار خلافاته - إن وُجدت - مع النظام بقدر ما اهتموا جميعًا بالحديث عن مدينتهم بحب وبحماس شديدَين، وبقدر أيضًا ما اهتموا بتزويدي بمعلومات وإحصاءات وأرقام خاصة بمدينتهم وبالمغرب عامة. حقيقة، وجدت أن كلًّا منهم أخلص لمدينته ولبلده من أي موظف موالٍ أو محسوب على الدولة وكل أملي أن أصحو في يوم وأجد أن الانتخابات البلدية في بورسعيد مثلًا قد أسفرت عن أغلبية وفدية تسلَّمت أمور المدينة، قطعًا ستتغير آراء مصطفي شردي رئيس تحرير صحيفة الوفد، وسيجمع مادته من واقع هو مسئول عنه، مسئول عن كل ما فيه من خطأ أو صواب. إن الناس لا تعارض لله في لله وإنما لأن لديها أفكارًا أخرى غير الأفكار المنفَّذة والمطروحة، أفكارًا لو أتحنا لها، ولو على نطاق ضيِّق، أن تُنفَّذ، لاستطعنا أن ندرك صحتها من خطئها.
........
هنا نحن في مصر أخذناها ليس فقط ببساطة ولكن بكبرياء قومي لا معنى له، فقبل الفحص الدقيق والتأكد التام بواسطة أجهزة دقيقة وحديثة وبواسطة علماء مدربين، أعلنَّا هكذا في اليوم التالي من تصريح الوزيرة الألمانية أن مصر خالية من أي منتجات ألبانية أو حيوانية أو أي محصولات مشعة.
ولأن الكذب لا سيقان له فلقد تضاربت الأقوال والتصريحات مرة يقولون إن المركب جاءت ولم تفرغ حمولتها، ومرة إنها جاءت وراسية عند المخطاف، ومرة لم يدخل مصر أي محصول ملوث، ومرة الاعتراف بأن شحنة بندق ملوثة قد اكتُشفت وأُعدمت (البندق ممنوع استيراده حسب القوانين الجديدة) ثم كيف وأين وبأية طريقة أُعدمت تلك الشحنة؟ فهي لا يمكن دفنها في الصحراء، كما صرح أحدهم قياسًا على المشروع الذي كان قد بحث إمكان تنفيذه الرئيس السابق المرحوم أنور السادات بناء على اقتراح من النمسا أن يدفن نفاياتها الذرية في الصحراء الغربية أو الشرقية. لا أعرف كيف أُعدمت تلك الشحنة؟ ومن المعروف أن إعدام هذه الشحنات مسألة ضخمة جدًّا وخطيرة جدًّا؛ فهي إما توضع في صناديق سميكة من الصلب وتسقط في قاع أعمق المحيطات، وإما أن تُحرق في أفران ذرية؛ أي أن يقام من أجلها ما يشبه المفاعل النووي هائل الضخامة الذي يستطيع حرق كل تلك المئات والآلاف من الأطنان في حين أن أفران المفاعلات النووية العادية مصنوعة ليكون وقودها المحروق بضعة أرطال فقط من مادة اليورانيوم.
......
لقد أتيح لي أن أشاهد في الأسابيع الأخيرة بضعة أفلام مصرية لا أحب أن أذكر اسمها، وعقب كل فيلم كنت أراه كنت أعود إلى البيت وأتأمل ما رأيت، كل فيلم فيه قصة وعقدة ومشكلة هذا صحيح، كل فيلم يحاول أن يقول شيئًا هذا صحيح، ولكن مشكلة أفلامنا لم تعد هي: ما قصتها؟ أو من كاتبها؟ أو ماذا تعالج؟ المشكلة الحقيقية أن كثيرًا جدًّا من تفاصيل عرض القصة ومن المواقف ما يسمونه بلغة السينمائيين هذه الأيام ب«التوابل» ومفروض أنها لفتح شهية المتفرج، ولكن المتمعِّن في هذه التوابل الفاحص لها يجد أنها ماء نار كاوٍ يذيب أصلب القيم، ويجرد الإنسان من إنسانيته، ولأن المرأة تحظى بقدر كبير من اهتمام أصدقائنا السينمائيين باعتبارها مصدرًا للشباك، فإن هذا الماء الكاوي يتولى فيلمًا بعد فيلم، وتفصيلة وراء تفصيلة، ومشهدًا وراء مشهد؛ يتولى عملية غسيل مخ «آسف أقصد توسيخ مخ» كامل، ليس فقط لشبابنا وسيداتنا ورجالنا ولكن - وهذا هو أخطر ما في الموضوع - جمهور السينما الرئيسي هو فتياتنا الصغيرات وأطفالنا وصبياننا أولئك الذين بعدُ لم تتكون لديهم نواة بعض القيم التي قد تتكفل بالوقوف في وجه ماء النار هذا، زمان حين لم يكن هناك سينما أو تليفزيون أو إذاعة أو صحافة، كانت الأسرة تتولى عملية تربية «الطفل» والتربية ليست هي التأديب كما قد يعتقد البعض، التربية هي تكوين جهاز ضميري داخلي للطفل، أو على الأقل مساعدته على تكوين هذا الجهاز. أما الآن فإن أجهزة الإعلام وأصدقاء الطفل أو الطفلة يتولون على الأقل ٩٠٪ من عملية التربية، ولأنهم بالطبع ليس لديهم الخبرة فأنهم يستوردون هذه الخبرة وينقلونها من هذه الأجهزة الخطيرة جدًّا، وأنا لا أقول إن مصر وحدها هي المصابة أو بلادنا العربية إن المرض أصبح عالميًّا وخطيرًا ونتيجة لأفلام الجريمة مثلًا في أمريكا، فإن الأجيال الجديدة «صدَّقت» الأفلام والحلقات، وأخذت تزاول الإجرام وكأنه شيء عادي تمامًا والبركة بالطبع في التليفزيون والسينما.
........
ذات يوم قرأت، فجأة، أن الدكتور أحمد شفيق مرشح لجائزة نوبل في الطب، والحقيقة استغربت قليلًا؛ فجائزة نوبل لا تُمنح في الطب للجراحين حتى لو كان الجراح «برنارد» الذي نقل أول قلب بشري، أو مجدي يعقوب الذي نقل أول قلب ورئتين من طفل إلى طفل بنجاح؛ فجائزة نوبل الطبية تُمنح للاكتشافات في «نظرية الطب» أو أي تقدم يُحرَز في تطور معرفتنا بالجنس البشري مثلما مُنِحها الطبيب البريطاني فلمنج «لاكتشافه» أن الجراثيم تقتلها المضادات الحيوية من بنسلين وستربنوميسين، وهي أنواع من النباتات الفطرية اكتشف أنها تقتل الميكروبات ولم تكن موجودة قبلًا؛ إذ كان أقصى ما نقاوم به الميكروبات هي أدوية «السلفا» الكيمياوية.
ولكني قلت لنفسي ربما «اكتشف» الدكتور أحمد شفيق اكتشافًا في الطب لا نعرفه.
وعلى هذا هضمت كل تلك التحقيقات الصحفية التي كُتبت عنه والصور والدعاية الهائلة لأول جراح مصري مرشح لجائزة نوبل، بل إنه في الزميلة «صباح الخير» ويبدو أن له ركيزة أساسية في إحدى محرراتها، بدأ ينشر مذكراته وذكرياته عن طفولته في القرية وعن شبابه وأول عملية نقل مثانة، نقل بها مثانة شخص مات فورًا إلى شخص حي، وأشياء من هذا القبيل لا أذكرها الآن. كل هذا بمناسبة «ترشيحه» لجائزة نوبل، فما بالك لو كان قد نالها، ماذا كان يفعل؟
وبالمصادفة البحتة دُعيت للسويد من قِبل جمعية الصداقة السويدية العربية وجامعة استوكهولم، وهناك سألت أستاذًا في كلية الطب عن ترشيح الدكتور أحمد شفيق لجائزة نوبل على اعتبار أنه حقيقة واقعة، فتفكَّرَ مليًّا وقال لي: أنا متأكد أنه لا يوجد بين المرشحين لجائزة نوبل في الطب من يحمل هذا الاسم على مدى السنوات الخمس الماضية وحتى هذا العام، ودهشت دهشة عظمى وعدت أجادله وهو يؤكد قوله، وحملت المشكلة إلى صديقي الأستاذ الدكتور عطية أستاذ الأدب العربي في جامعة استوكهولم، وقلت له الواقعة فأغرق في الضحك، وسألته لماذا يضحك؟ فقال لي إنه ذات يوم دقَّ له الدكتور أحمد شفيق تليفونًا وقال له: ما هي آخر أخبار ترشيحي لجائزة نوبل؟ فقلت له: وهل أنت مرشح؟ قال: لقد رشحتني جمعية جراحي الجهاز الهضمي الأمريكية (التي كان يرأسها في ذلك الوقت الدكتور أحمد شفيق)، فقال له الدكتور عطية دعني أسأل وأجيبك، وذهب الدكتور عطية إلى سكرتارية الأكاديمية السويدية يسأل، فقيل له إنه ليس من حق أي جهة أخرى أو جامعة أو جمعية أن ترشح أحدًا لجائزة نوبل، وأن الترشيح يتم من قِبل الأكاديمية وحدها.

## وصلات خارجية
https://shaqhaf.com/book92732-8.html الإيدز العربي
https://www.hindawi.org/books/27572917/ الإيدز العربي
https://www.goodreads.com/ar/book/show/7242716 الإيدز العربي